# Шуганка
Шуганка — река в Татарстане, левый приток реки Ик.
Длина реки составляет 16 км, площадь водосборного бассейна — 82,9 км².
Исток на территории Азнакаевского района. Устье реки находится в 243 км по левому берегу реки Ик чуть выше с. Большой Чекмак (Муслюмовский район).
Направление течения — северо-восток. Притоки: Мунчалакоран (лев), Таранкул (пр).
На реке расположены с. Татарский Шуган и д. Шуганка.

## Данные водного реестра
По данным государственного водного реестра России относится к Камскому бассейновому округу, водохозяйственный участок реки — Ик от истока и до устья, речной подбассейн реки — бассейны притоков Камы до впадения Белой. Речной бассейн реки — Кама.